# Paruru
Paruru é um distrito do município brasileiro de Ibiúna, que integra a Região Metropolitana de Sorocaba, no interior do estado de São Paulo.

## História

### Formação administrativa
- Distrito criado pela Lei n° 5.285 de 18/02/1959, com sede no povoado de igual nome e com território desmembrado do distrito da sede do município de Ibiúna[3][4].
- Lei nº 2.267 de 11/12/2019 - Altera as divisas dos distritos de Carmo Messias e Paruru[5].

### Pedidos de emancipação
O distrito tentou a emancipação político-administrativa e ser elevado à município, através de processo que deu entrada na Assembléia Legislativa do Estado de São Paulo no ano de 1991, mas como não atendia os requisitos necessários exigidos por lei para tal finalidade, o processo foi arquivado. Em 2014 entrou com outro pedido de emancipação, mas o processo encontra-se com a tramitação suspensa.

## Geografia

### Demografia

#### População urbana
| Crescimento população urbana | Crescimento população urbana | Crescimento população urbana | Crescimento população urbana |
| Censo                        | Pop.                         |                              | %±                           |
| ---------------------------- | ---------------------------- | ---------------------------- | ---------------------------- |
| 1960                         | 487                          |                              | —                            |
| 1970                         | 602                          |                              | 23,6%                        |
| 1991                         | 1 174                        |                              | —                            |
| 2000                         | 1 968                        |                              | 67,6%                        |
| 2010                         | 1 692                        |                              | −14,0%                       |
| Fonte: IBGE e Fundação SEADE |                              |                              |                              |

#### População total
Pelo Censo 2010 (IBGE) a população total do distrito era de 7 841 habitantes.

### Área territorial
A área territorial do distrito é de 68,683 km².

### Rodovias
O principal acesso ao distrito é a Rodovia Bunjiro Nakao (SP-250).

## Serviços públicos

### Registro civil
Atualmente é feito no próprio distrito, pois o Cartório de Registro Civil das Pessoas Naturais do distrito ainda continua ativo. Os primeiros registros dos eventos vitais realizados neste cartório são:
- Nascimento: 14/02/1977
- Casamento: 03/04/1977
- Óbito: 12/03/1977

### Saneamento
O serviço de abastecimento de água é feito pela Companhia de Saneamento Básico do Estado de São Paulo (SABESP).

### Energia
A responsável pelo abastecimento de energia elétrica é a CPFL Piratininga, distribuidora do grupo CPFL Energia.

### Telecomunicações
O distrito era atendido pela Telecomunicações de São Paulo (TELESP), que inaugurou a central telefônica utilizada até os dias atuais. Em 1998 esta empresa foi vendida para a Telefônica, que em 2012 adotou a marca Vivo para suas operações.

## Religião
O Cristianismo se faz presente no distrito da seguinte forma:

### Igreja Católica
- A igreja faz parte da Diocese de Osasco[19].

### Igrejas Evangélicas
- Congregação Cristã no Brasil[20].